# Суналы
Суналы — посёлок в Троицком районе Челябинской области России, относится к Дробышевскому сельскому поселению.

## География
Расположен в восточной части района, на берегу озера Суналы (отсюда назв.). Рельеф — равнина (Западно-Сибирская равнина); ближайшие выс.— 211 и 213 м. Ландшафт — лесостепь. В окрестностях — многочисленные мелководные озера, болота. В 2 км к западу находится озеро Метличье.
Поселок связаны грунтовыми и шоссейными дорогами с соседними населенными пунктами. Расстояние до районного центра (Троицк) 28 км, до центра сельского поселения (с. Дробышево) — 8 км.

## История
Поселок основан в 1904 в черте Ключевского станичного юрта. После рев-ции относился к Егорьевской вол., затем был центром Суналинского сельсовета (переим. в Дробышевский в 1959). 
В 1930 организован колхоз, которому принадлежало 7611 га земельных угодий, в т. ч. пашни — 3337, сенокосов — 2657, выгона — 1000 га. 
С 1935 колхоз носил назв. «Красный Урал», в 1940 переименовали в колхоз им. Тимошенко, в 1950 — в колхоз им. Хрущёва.
С 1957 на территории Суналы размещалась бригада колхоза им. Ленина, ныне — ассоциация крест. х-в «Урал». 

## Население
| 2002 | 2010 |
| ---- | ---- |
| 86   | ↘54  |

(в 1926 — 254, в 1938 — 242, в 1970 — 182, в 1983 — 128, в 1995 — 85)

## Улицы
- Улица Культуры
- Улица Мира